# Dienstedt
Dienstedt ist ein Ortsteil der Stadt Stadtilm im Ilm-Kreis (Thüringen) mit etwa 340 Einwohnern.

## Geografie
Dienstedt liegt im Tal der Ilm etwa auf halber Strecke zwischen Stadtilm oberhalb und Kranichfeld unterhalb. Die durchschnittliche Höhenlage beträgt 325 Meter. Südlich von Dienstedt erhebt sich der weithin sichtbare, 547 Meter hohe, Große Kalmberg. Er ist mit Kiefern bewaldet. Nach Südwesten und Nordosten erstreckt sich das Tal der Ilm, im Südosten liegt das Oesterödaer Tal und im Nordwesten das Witzlebener Tal. Östlich von Dienstedt liegt der Tännich, eine große Waldhochfläche und westlich des Ortes befindet sich der 446 Meter hohe Hettstedter Berg. Im Norden erhebt sich das Oberfeld, ein etwa 400 Meter hohes, unbewaldetes Plateau. Etwas Besonderes ist die Dienstedter Karsthöhle nordöstlich des Ortes. Sie liegt am steilen Westhang des Ilmtals und ist eine etwa 350 Meter lange vom Wasser ausgehöhlte Muschelkalkhöhle. Dienstedt liegt an der Grenze zweier Landschaftstypen: im Norden und Westen liegt das Thüringer Becken und im Süden und Osten die Ilm-Saale-Platte.

## Geschichte
Ein bedeutender archäologischer Fund ist das Frauengrab von Dienstedt aus dem 3. Jahrhundert n. Chr. Dienstedt wurde im Jahr 842 erstmals urkundlich erwähnt. Damit ist es der älteste Ortsteil der Gemeinde Ilmtal.
Das Dorf war über 500 Jahre geteilt, der Teil westlich der Ilm gehörte zu Schwarzburg-Rudolstadt (Oberherrschaft), der südliche Teil östlich der Ilm zur Herrschaft Blankenhain (Sitz in Blankenhain) und der nördliche Teil östlich der Ilm zu Sachsen-Weimar (Herrschaft Remda). Demgemäß verfügte der Ort über drei Bürgermeister, auch fand die ungewöhnliche Verwaltung Eingang in das Ortswappen – drei Köpfe symbolisieren die drei Herrschaften. Erst auf dem Wiener Kongress 1815 wurde Dienstedt vereint, es gehörte fortan bis 1920 komplett zu Sachsen-Weimar-Eisenach. 1922 wurde es im neu gebildeten Land Thüringen dem Landkreis Arnstadt zugeordnet.
Am 1. Juli 1950 wurde das nahe gelegene Dorf Oesteröda eingemeindet, am 27. September 1973 bildete die Gemeinde Dienstedt zusammen mit der Nachbargemeinde Hettstedt die neue Gemeinde Dienstedt-Hettstedt, die am 1. Juni 1996 in die Gemeinde Ilmtal eingegliedert wurde. Diese wurde wiederum am 6. Juli 2018 nach Stadtilm eingegliedert.
Zur Kirchgemeinde Dienstedt gehören heute auch die Orte Barchfeld, Breitenheerda, Großhettstedt und Kleinhettstedt.

## Sehenswürdigkeiten
Sehenswert sind neben der Dienstedter Karsthöhle auch die Dorfkirche Dienstedt, der große Dorfanger und die Klunkermühle, eine Schaumühle etwa einen Kilometer südlich des Ortes.

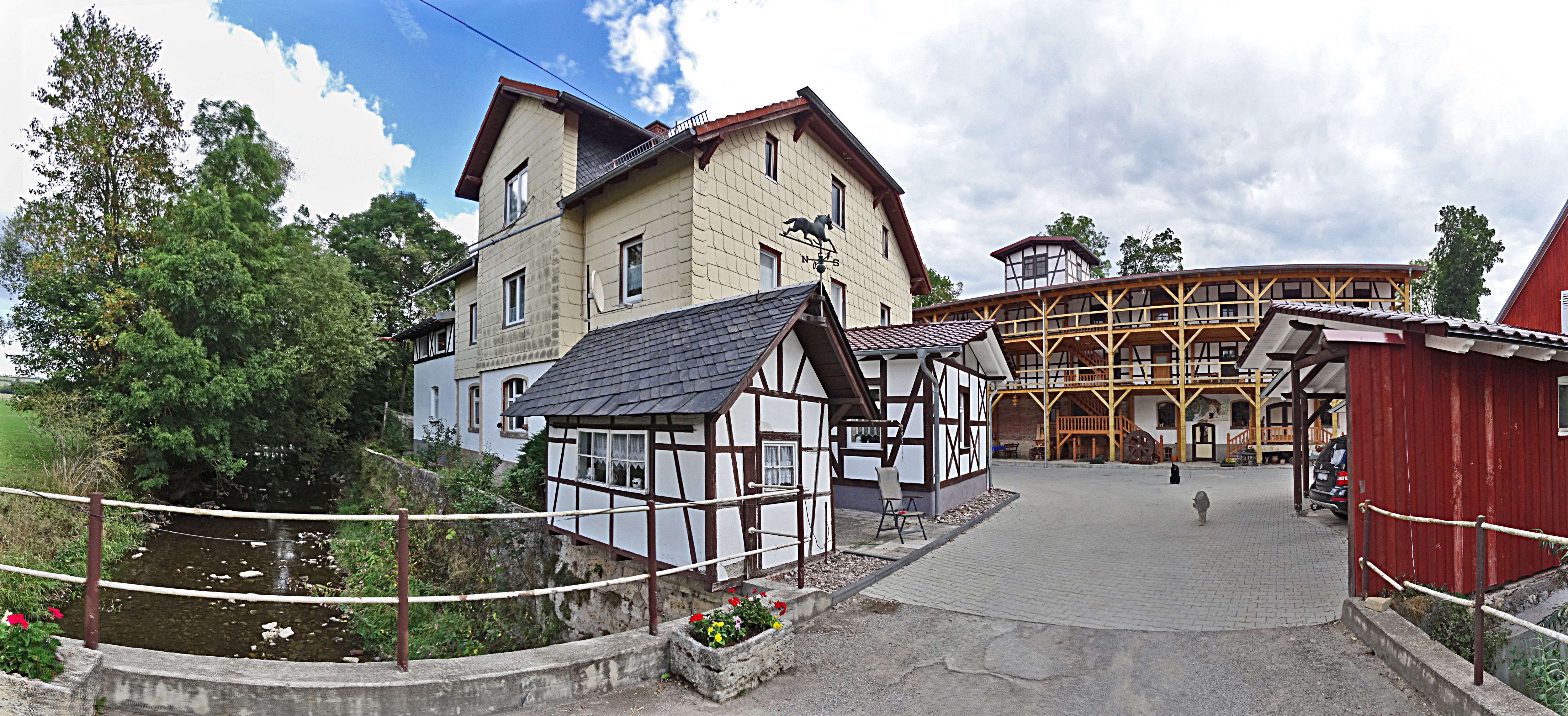
Klunkermühle

Dienstedter Karsthöhle
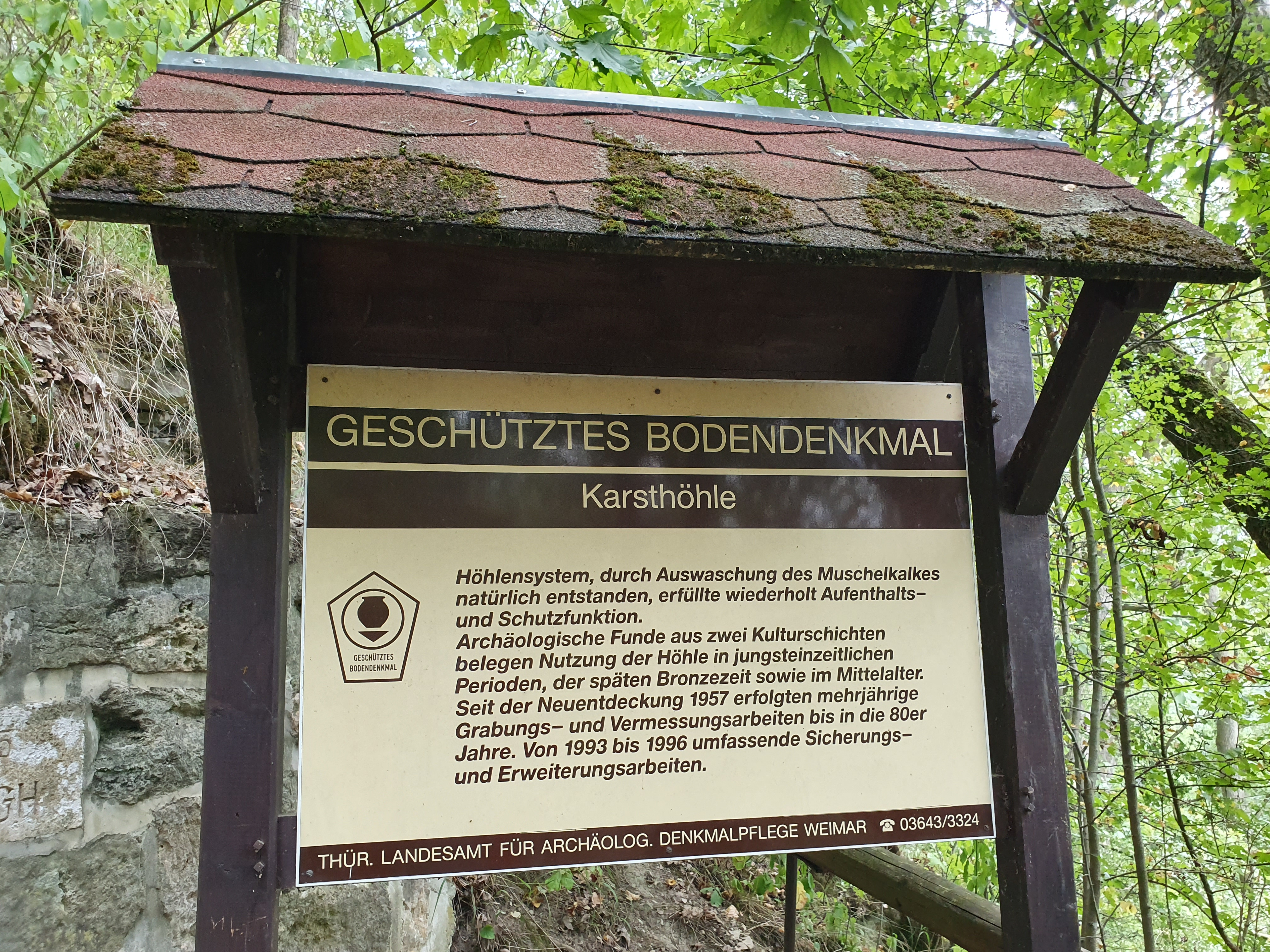
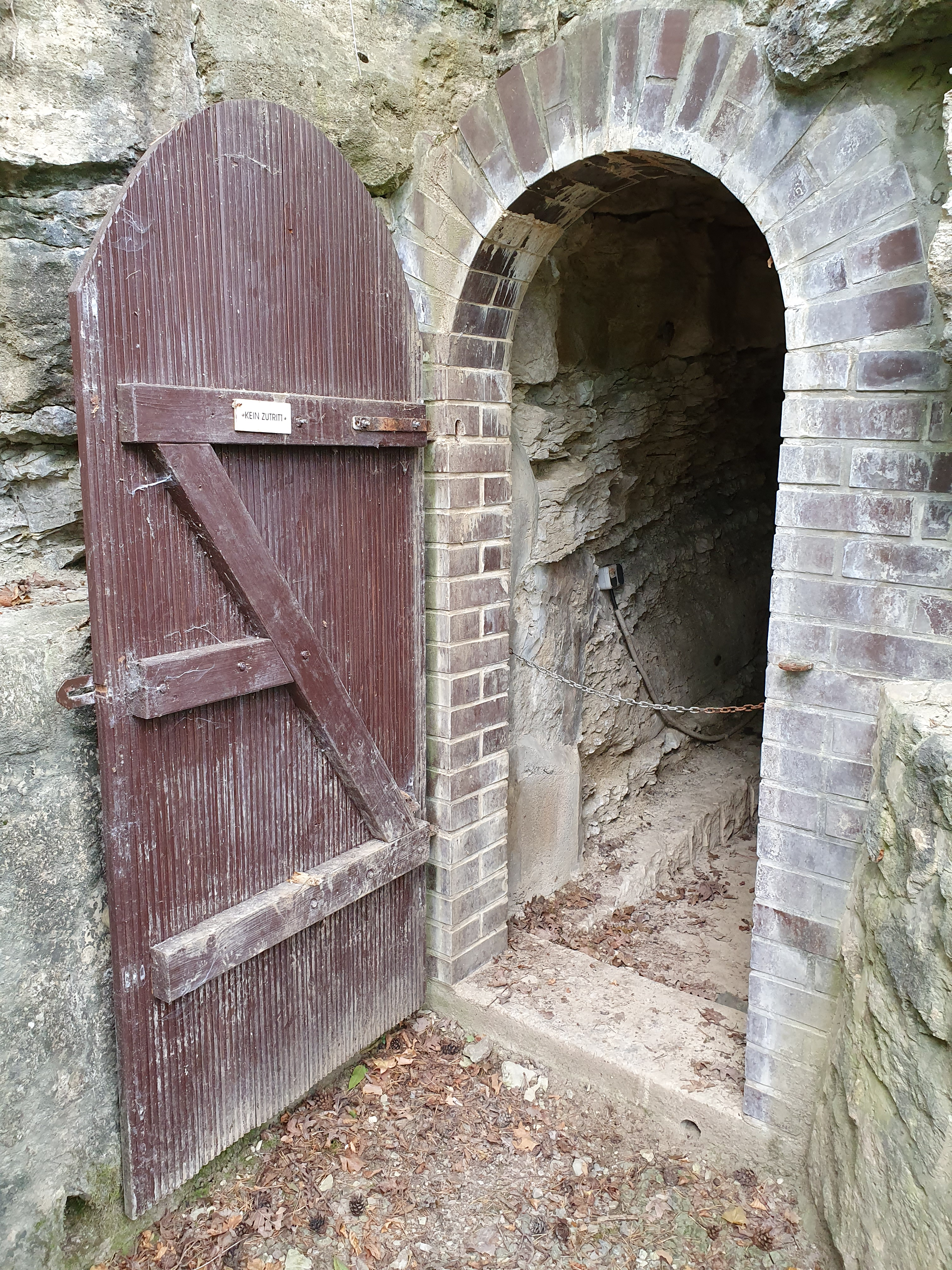
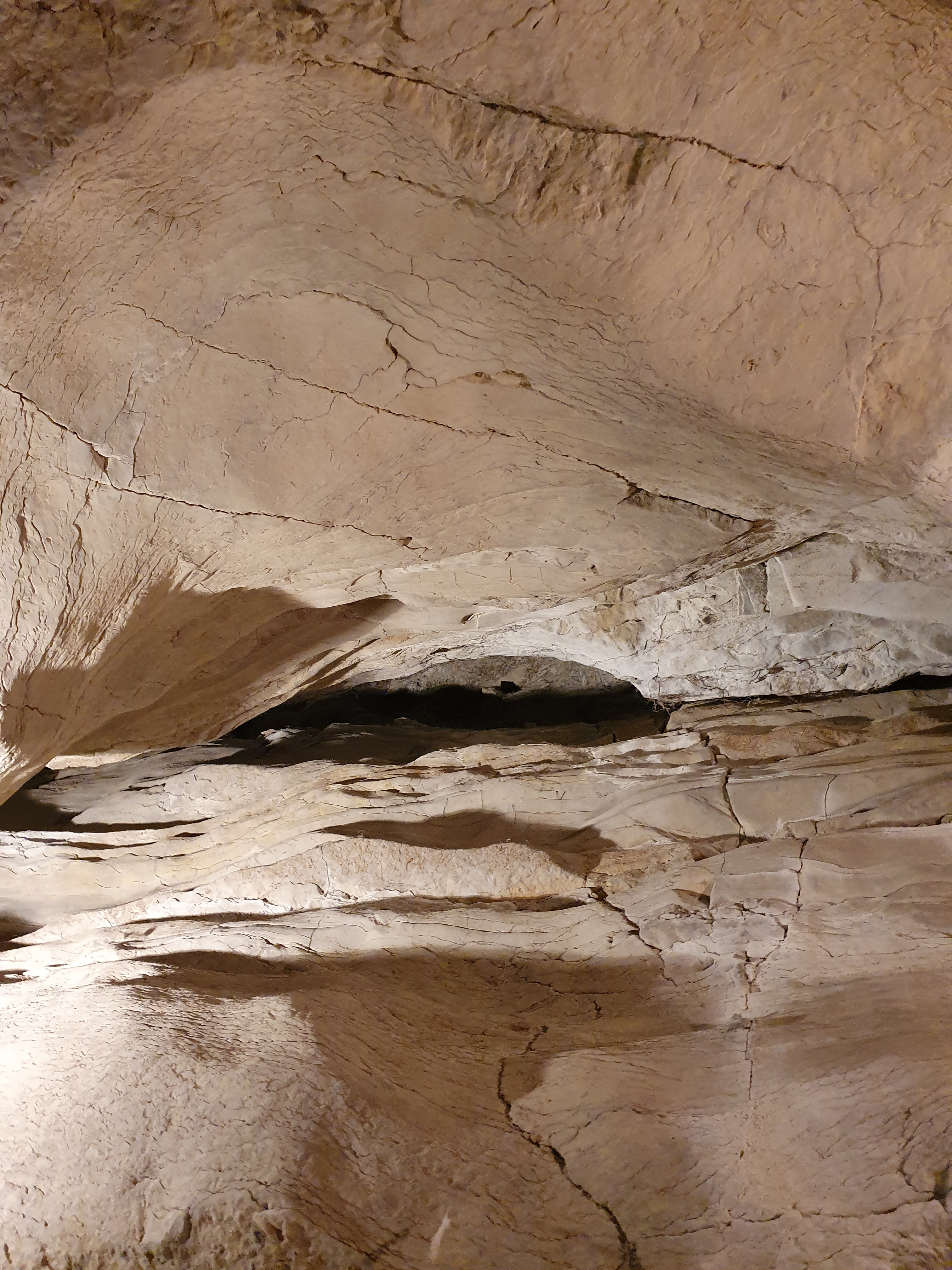
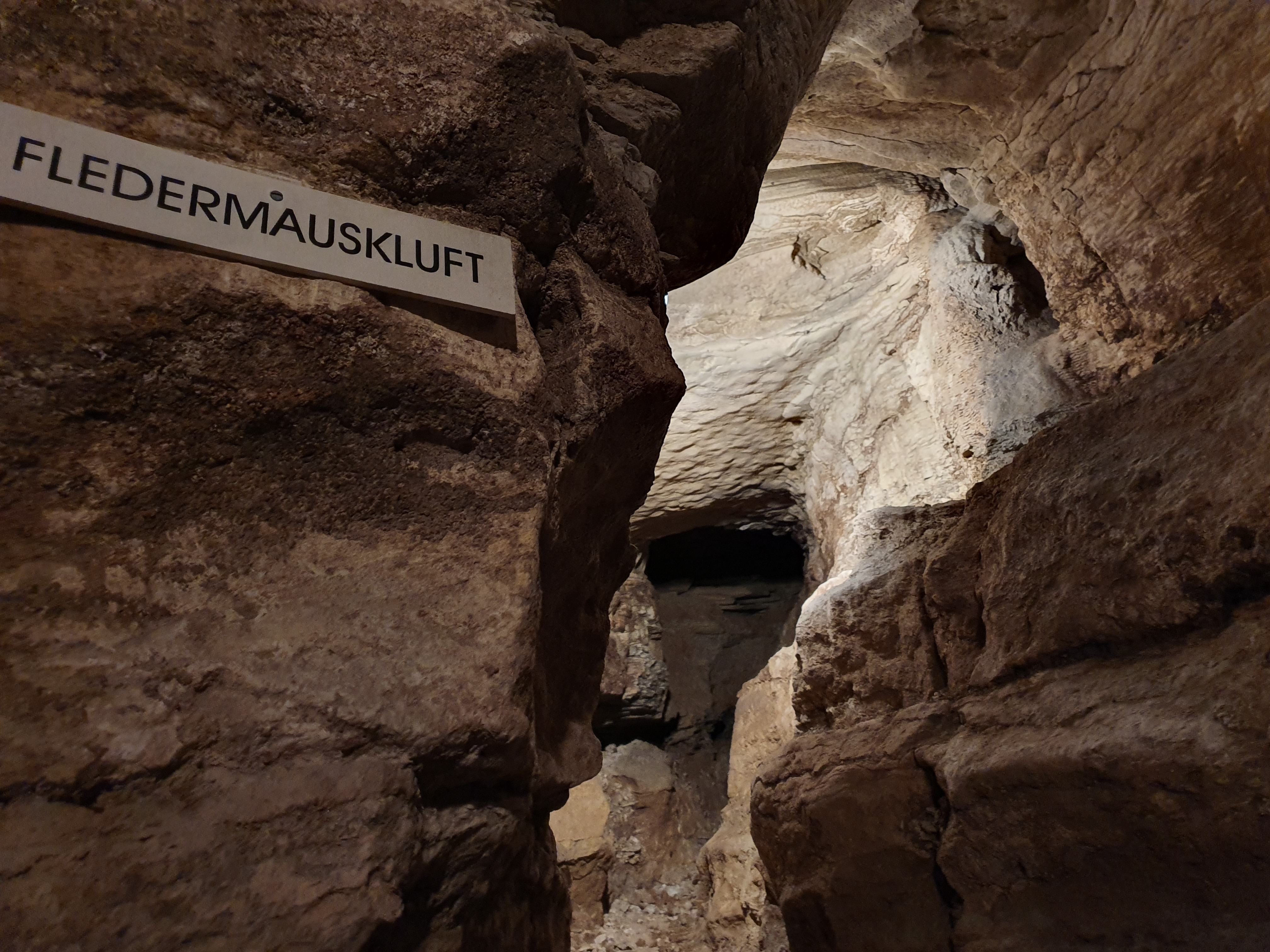

## Wirtschaft und Verkehr
Dienstedt ist ein landwirtschaftlich geprägter Ort.
Im Dorf kreuzen sich die Landesstraße 3087 (Ilmenau–Bad Berka, ein früheres Teilstück der B 87), die Landesstraße 1050 Richtung Rudolstadt und die Kreisstraße 28 Richtung Arnstadt. Die nächstgelegenen Bahnhöfe sind in Stadtilm im Süden (nach Arnstadt/Erfurt und Saalfeld) und in Kranichfeld im Norden (nach Weimar).
Dienstedt liegt am Ilmtal-Radweg.